# Gonempeda yellowstonensis
Gonempeda yellowstonensis är en tvåvingeart som först beskrevs av Alexander 1943.  Gonempeda yellowstonensis ingår i släktet Gonempeda och familjen småharkrankar. Inga underarter finns listade i Catalogue of Life.